# Yves Pujol
 (novembre 2024).
Pour les articles homonymes, voir Pujol.
Yves Pujol est un humoriste et chanteur français qui réside entre Paris et le Var.

## Biographie
Yves Pujol est d'abord connu comme chanteur et leader du groupe Aïoli créé en 1992 , mondialement connu dans le Var[incompréhensible], mais aussi dans la région Provence-Alpes-Côte d'Azur.
Il est également humoriste et sillonne la France avec ses one man shows :
- J'adore ma femme, écrit avec Georges Wolinski
- Une affaire de famille, écrit avec Éric Carrière, des Chevaliers du fiel
- Pujol sort les dossiers et le Best of

Yves Pujol est membre de l'académie Alphonse-Allais.

## Discographie
- Achète mon disque ! - Sony Music Entertainment (France) S.A (1998)
- Aiolive - Sony Music Entertainment (France) S.A (2001)
- Merci Pour La Piscine (2012) et DVD Aïoli fête ses 20 ans au Zénith
- On n'a pas de bateau (2016)
- À nous les Seychelles (2019)
- N°5 (2021)

## Théâtre
- Le secret des Cigales - mise en scène par Olivier Lejeune, avec Patrick Sebastien et Yves Pujol.

## Filmographie
- 2016 : Repas de Famille de Francis Ginibre et Éric Carrière
- 2018 : Les Municipaux, ces héros de Francis Ginibre et Éric Carrière
- 2019 : Les Municipaux, trop c'est trop de Francis Ginibre et Éric Carrière